# Adler von Lübeck (schip, 1566)
Adler von Lübeck (Adelaar van Lübeck) was een zestiende-eeuws oorlogsschip in dienst van de Hanzestad Lübeck. Het was destijds het grootste schip ter wereld met zijn lengte van 78,30 meter en waterverplaatsing van ca. 2000 ton. Het schip werd ook wel Der Große Adler of Lübscher Adler genoemd.
Het schip werd gebouwd tijdens de Zevenjarige Oorlog om de handel van de Hanze op de Noord- en Oostzee te beschermen. Het schip is nooit in actie gekomen omdat de vredesonderhandelingen tussen Lübeck en Zweden al in volle gang waren toen het schip werd voltooid. Na het Verdrag van Stettin (Szczecin) (1570), die de Zevenjarige Oorlog beëindigde, is de Adler omgebouwd voor het vervoer van goederen. In 1588 is het schip uiteindelijk ontmanteld.

## Galerij

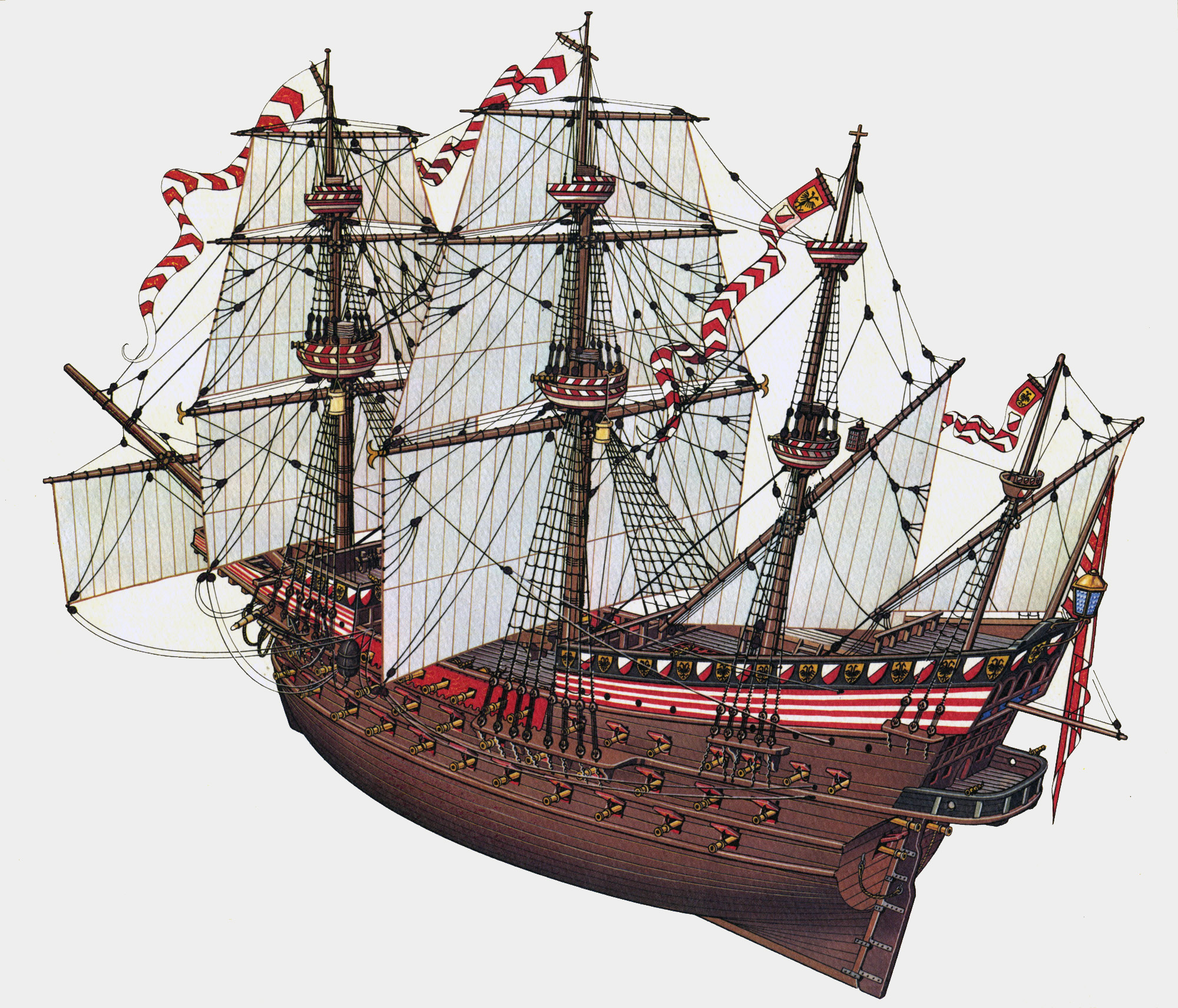
Tekening van de Adler von Lübeck
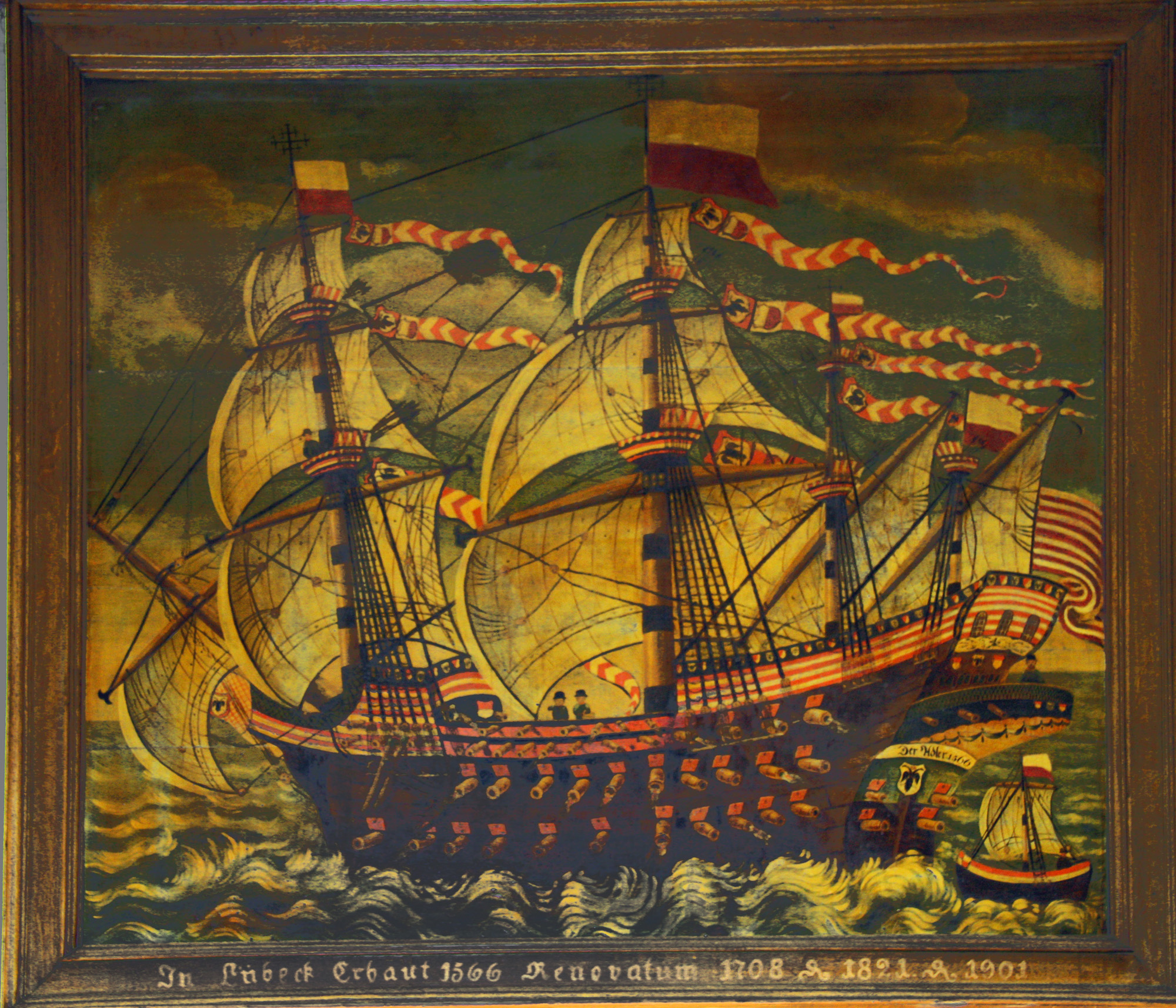
Schilderij in het Schiffergesellschaft in Lübeck
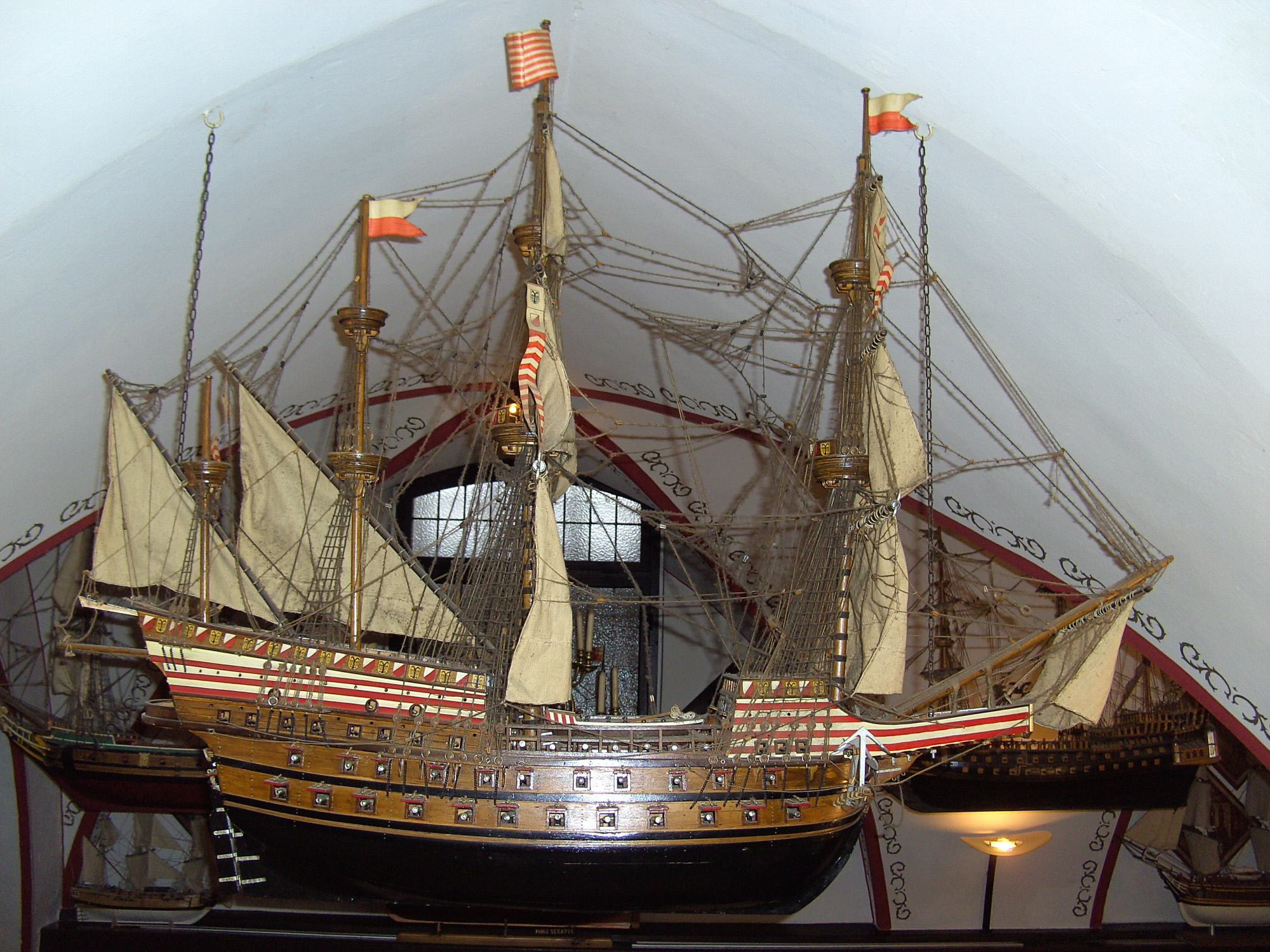
Scheepsmodel # 1 in de Ratskeller bij Lübeck
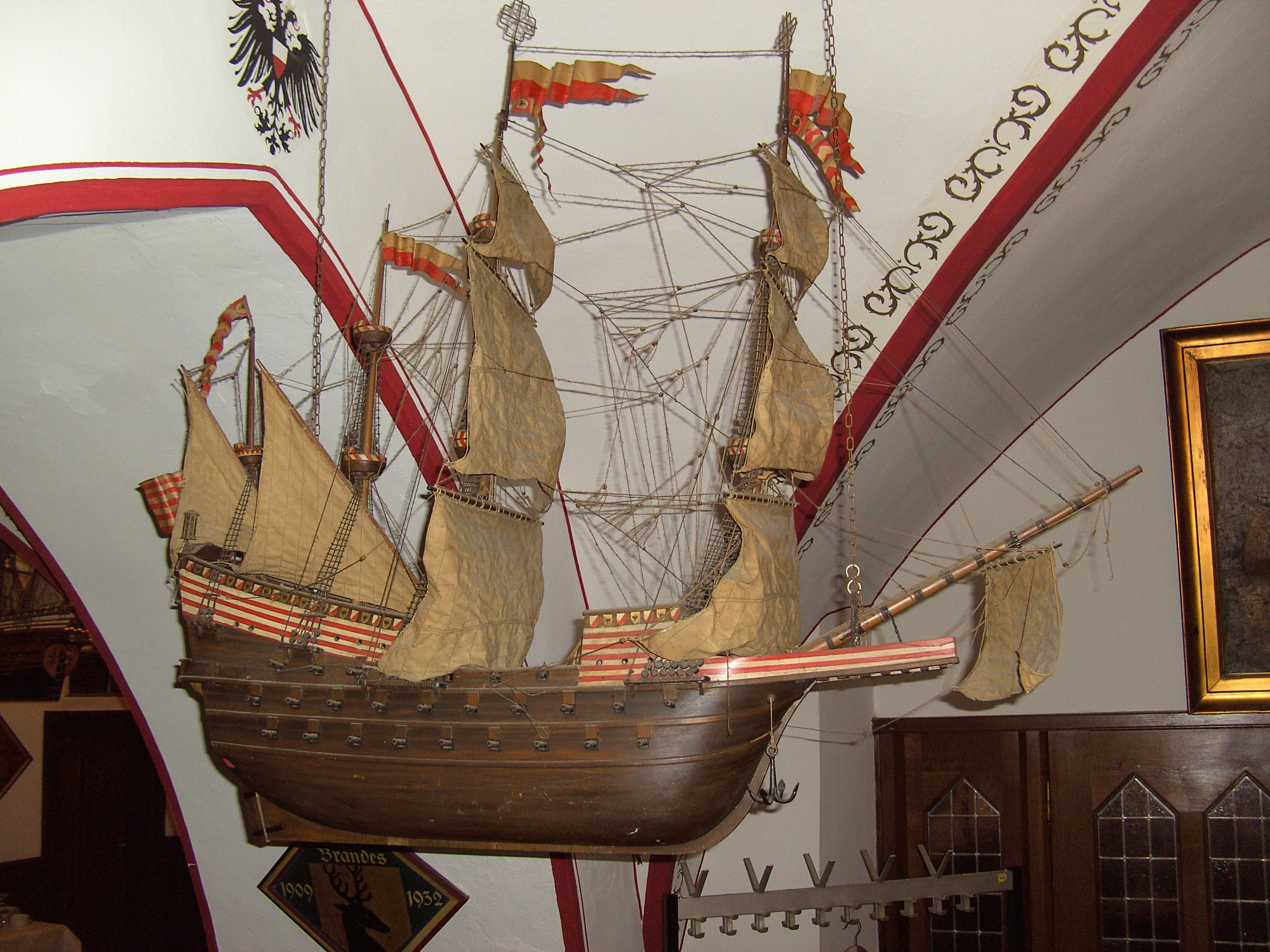
Scheepsmodel # 2 in de Ratskeller bij Lübeck
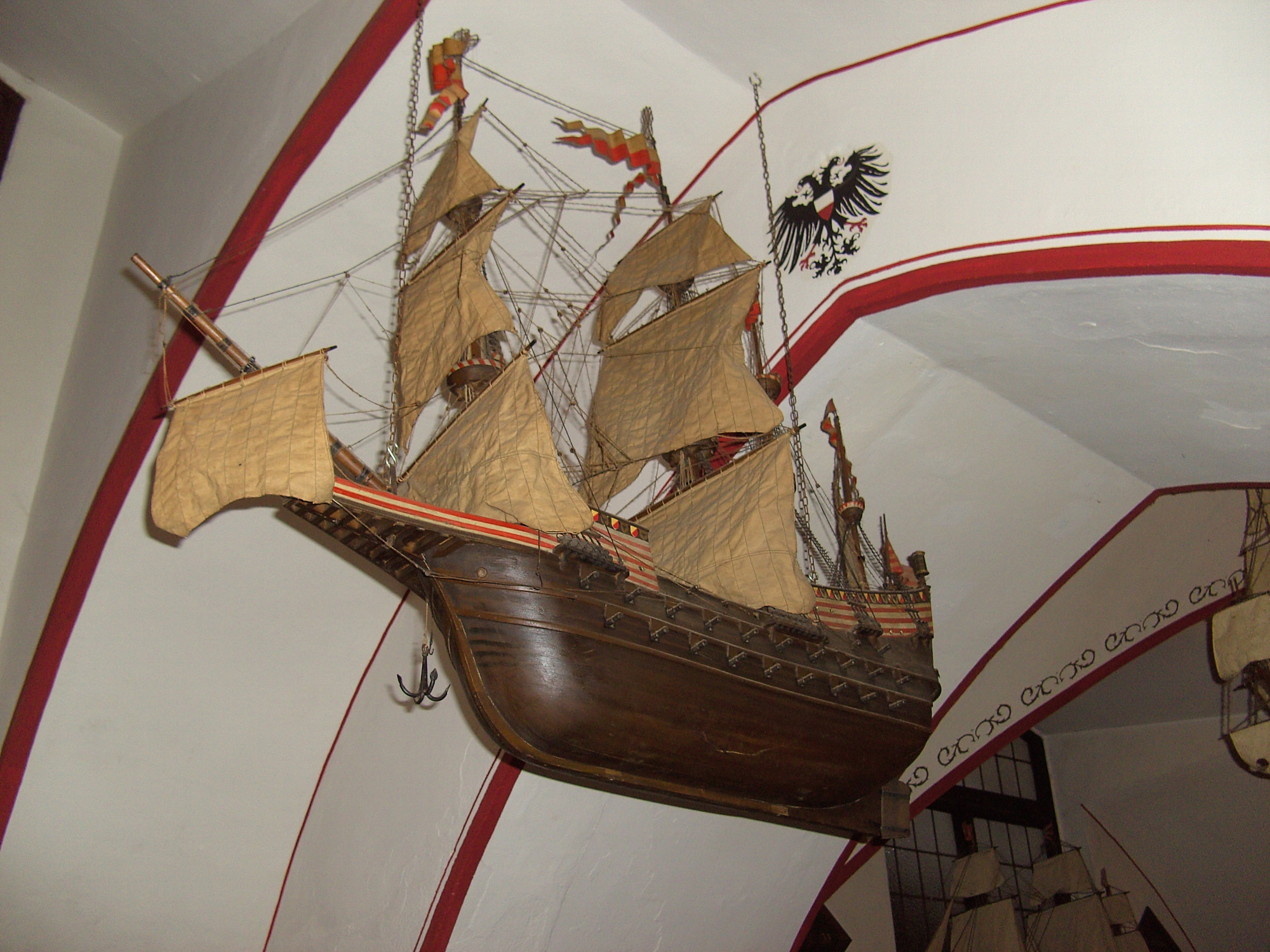
Scheepsmodel # 2 in de Ratskeller bij Lübeck
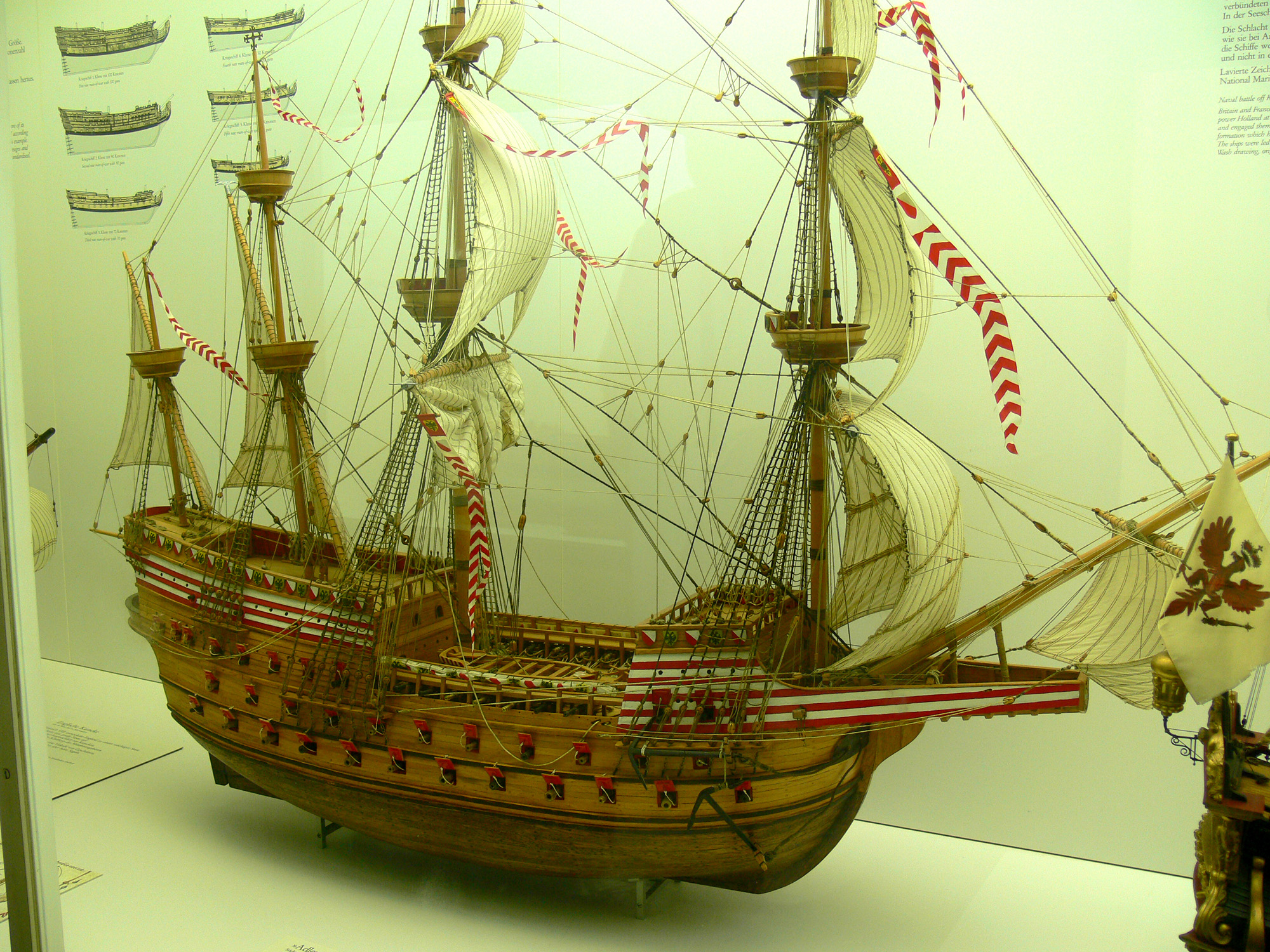
Scheepsmodel in het Deutsches Museum in München
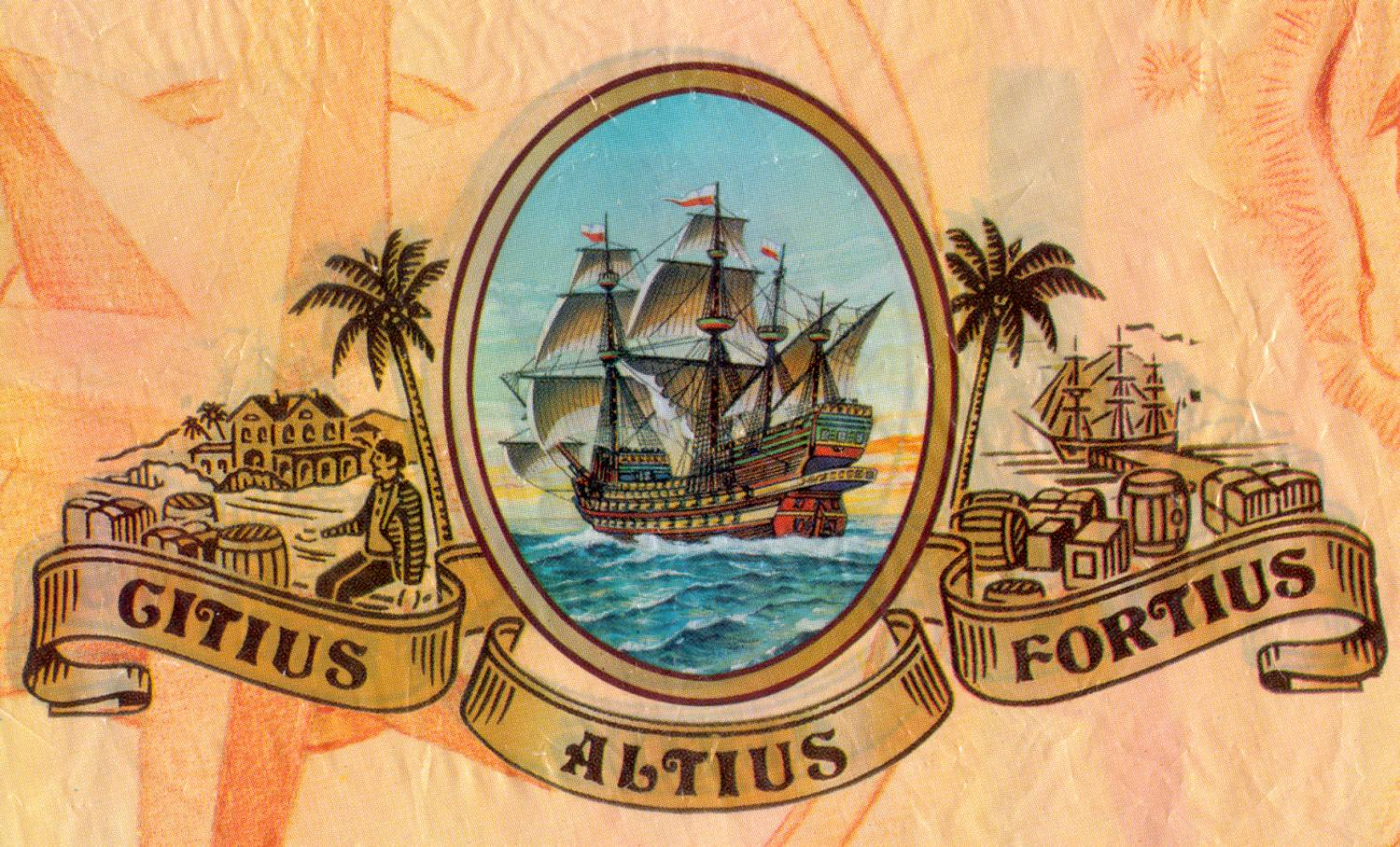
De Adler von Lübeck op een sigarenbandje
Bovenste en onderste roerscharnier zoals gebruikt bij de Adler